# Gonomyia (Leiponeura) maquilingia
Gonomyia (Leiponeura) maquilingia is een tweevleugelige uit de familie steltmuggen (Limoniidae). De soort komt voor in het Oriëntaals gebied.